# Сельское поселение «Деревня Перенежье»
Сельское поселение «Деревня Перенежье» — упразднённое муниципальное образование в Барятинском районе Калужской области. Административный центр — деревня Перенежье.
Образовано законом Калужской области от 4 октября 2004 года N 354-ОЗ.
В состав сельского поселения входили 4 деревни: Перенежье, Митинка, Поздняково, Сельцо.
Площадь поселения составляла 3902 га, из которых сельскохозяйственные угодья – 2550 га.
В 2013 году вместе с «Деревней Шершнево» включено в состав сельского поселения «Село Сильковичи».

## Население
| 2010 | 2012 | 2013 |
| ---- | ---- | ---- |
| 234  | ↘233 | ↘213 |